# Natascha Würzbach
Natascha Würzbach (* 1. Dezember 1933 in München) ist eine deutsche Wissenschaftlerin, Anglistin, Frauenforscherin, Autorin und Urenkelin des Zauberkünstlers Bellachini. Ihr Vater ist der Philosoph, Publizist und Naturwissenschaftler Friedrich Wilhelm Adolf Würzbach (15. Juni 1886–14. Mai 1961).

## Wirken
Die Wissenschaftlerin
Natascha Würzbach studierte von 1954 bis 1960 Anglistik, Germanistik, Philosophie und Geschichte in München, Freiburg, Edinburgh und London. 1960 legte sie ihr Staatsexamen in den Fächern Deutsch und Englisch ab. Fünf Jahre später wurde sie promoviert und wurde 1965 wissenschaftliche Assistentin am englischen Seminar der Ludwig-Maximilians-Universität München. 1975 erfolgte die Habilitation in Englischer Philologie. Anschließend erhielt sie einen Lehrstuhl für Englisch an der Universität zu Köln. 1999 folgte die Emeritierung.
Die Autorin
Seit 2003 ist Natascha Würzbach verstärkt als Autorin tätig. Im Laufe ihrer Recherchearbeiten zu ihrem Familienstammbaum entdeckte sie, dass sie die Urenkelin des bekanntesten Zauberkünstlers im 19. Jahrhundert, Samuel Berlach, ist. Sie verarbeitete diese Entdeckung in ihrem Roman „Das magische Tintenfass“.

## Projekte
- 1987: Begründung einer Datenbank zur Frauen- und Geschlechterforschung, später: gender inn
- 2000 – 2003: Leitung des DFG-geförderten Forschungsprojekts „Marginalität und Grenzerfahrung in der klassischen Moderne in England“
- 2011: Jurierte Aufnahme in die literarische Sektion der GEDOK Köln (Gemeinschaft der Künstlerinnen und Kunstförderer e.V.)

## Veröffentlichungen (Auswahl)
Wissenschaft
- The Novel in Letters: Epistolary Fiction in the Early Englisch Novel 1678–1740, London, 1969
- Anfänge und gattungstypische Ausformungen der englischen Straßenballaden 1550–1650, Schaustellerische Literatur, Frühform eines journalistischen Mediums, populäre Erbauung, Belehrung und Unterhaltung, München 1981
- The Rise of the Englisch Street Ballad 1550–1650, Cambridge 1990

Literatur
- Das grüne Sofa, dtv, München, 2007 (349 Seiten)[1]
- Das magische Tintenfass, 2017 (382 Seiten)